# باشگاه فوتبال گاردن هاتسپرز
باشگاه فوتبال گاردن هاتسپرز یک باشگاه فوتبال حرفه‌ای سنت کیتس و نویس از باستر است. آنها در لیگ برتر سنت کیتس و نویس بازی می‌کنند.

## افتخارات
- لیگ برتر سنت کیتس و نویس: ۴ قهرمانی
- جام ملی سنت کیتس و نویس: ۱ قهرمانی